# Пуоройоя
Пуоройоя  — река в России, протекает по Олонецкому району  Карелии. Устье реки находится в 47 км по левому берегу реки Тулокса. Длина реки составляет 19 км, площадь водосборного бассейна 134 км².

## Бассейн
К бассейну реки относятся озёра:
- Тигверинъярви
- Тулосъярви

## Данные водного реестра
По данным государственного водного реестра России относится к Балтийскому бассейновому округу, водохозяйственный участок реки — Водные объекты бассейна оз. Ладожское без рр. Волхов, Свирь и Сясь, речной подбассейн реки — Нева и реки бассейна Ладожского озера (без подбассейна Свирь и Волхов, российская часть бассейнов). Относится к речному бассейну реки Нева (включая бассейны рек Онежского и Ладожского озера).
Код объекта в государственном водном реестре — 01040300212102000011655.